# No More Pain
Albums de KAT-TUN
Break the Records
(2009) Chain
(2012)
Singles
No More Pain (graphié NO MORE PAIИ sur la pochette) est le cinquième album du groupe KAT-TUN, sorti sous le label J-One Records le 16 juin 2010 au Japon. Il atteint la 1re place du classement de l'Oricon. Il se vend à 154 096 exemplaires la première semaine et reste classé pendant onze semaines, pour un total de 182 563 exemplaires vendus. Il sort en format CD et CD+DVD.

## Liste des titres
| 1.  | N.M.P. (NO MORE PAIN)                                                                | Masanco, Sean-D        | Steven Lee                                                         | 3:54 |
| 2.  | Love Yourself ~Kimi ga kirai na kimi ga suki~ (Love yourself ～君が嫌いな君が好き～) | Eco                    | Tatsugoo                                                           | 3:51 |
| 3.  | FARAWAY                                                                              | Masanco                | Dyce Taylor / King Of Slick                                        | 4:08 |
| 4.  | THE D-MOTION                                                                         | Eco                    | Oscar Holter, Jakke Erixson, Thomas Haraldsson, Junior H Johansson | 3:55 |
| 5.  | RIGHT NOW                                                                            | Eco                    | Steven Lee                                                         | 3:48 |
| 6.  | ROCKIN' ALL NITE                                                                     | Masanco                | Synchronize                                                        | 3:57 |
| 7.  | Going!                                                                               | Eco                    | Shusui, Sakoshin                                                   | 4:07 |
| 8.  | SWEET - Kamenashi Kazuya                                                             | N                      | Takashi Ogawa                                                      | 4:17 |
| 9.  | LOVE MUSIC - Taguchi Junnosuke                                                       | Taguchi Junnosuke      | Nao                                                                | 4:29 |
| 10. | MAKE U WET -CHAPTER 2- - Tanaka Koki                                                 | Joker                  | Nao Tanaka                                                         | 3:37 |
| 11. | RABBIT OR WOLF? - Ueda Tatsuya                                                       | Ueda Tatsuya           | Ueda Tatsuya                                                       | 3:57 |
| 12. | FILM - Nakamaru Yuichi                                                               | Nakamaru Yuichi, T-oga | King Of Slick / Magnus Funemyr                                     | 4:13 |
| 13. | PROMISE SONG                                                                         | Katsuhiko Kurosu       | Katsuhiko Kurosu                                                   | 5:26 |
| 14. | HELLO (seulement sur la version CD)                                                  | M.U.R., Sean-D         | Alfred Tuohey / Thanh Bui / Jason Worthy                           | 3:33 |

| 1. | N.M.P. (NO MORE PAIN) (Clip+Making of) |  |